# Communauté pentecôtiste mondiale
La Communauté pentecôtiste mondiale  (anglais : Pentecostal World Fellowship) est une organisation évangélique pentecôtiste internationale. Son siège est à Tulsa, aux États-Unis. Son dirigeant est William Wilson.

## Histoire
La Communauté pentecôtiste mondiale est fondée en 1947 à Zürich, en Suisse lors d’une conférence de dirigeants pentecôtistes. Cette réunion a été organisée par les pasteurs suisse Leonard Steiner et sud-africain David du Plessis. Par la suite, la conférence a été organisée tous les trois ans dans diverses grandes villes du monde.
En 2019, William Wilson devient président de l’organisation.

## Association membres
En 2023, l'organisation compte 76 associations pentecôtistes membres dans 47 pays .